# 桂城街道 (佛山市)
桂城街道是中国广东省佛山市南海区所辖的一个街道，位于南海区的东部，是南海区政府所在地，是南海区的政治、经济和文化中心。同时因地理位置相近及以数十年来，本街道承载了佛山城区的部分商业房产、城市常住人口、经济、政治文化而常与禅城并称『禅桂』。桂城总面积为84.16平方公里，常住人口55万人，其中户籍人口19.8万人，流动人口35万人，街道办驻南港大道。

## 地理
桂城街道位于珠江三角洲，属亚热带季风气候，西部地势平坦，三山片区有丘陵。
佛山水道、东平水道与陈村水道在桂城交汇。使桂城陆地与大沥、番禺、荔湾、禅城有天然分隔。在城市开发的过程中，桂城街道挖掘出包括千灯湖在内的数个人工湖，从而改变了当地的水文环境。

## 行政区划
桂城街道下辖以下村级行政区划单位：
桂一社区、桂二社区、桂三社区、叠二社区、花苑社区、育才社区、桂雅社区、桂园社区、南桂社区、大圩社区、江滨社区、大德社区、东平社区、怡翠玫瑰社区、江南名居社会社区、翠颐社区、万馨社区、富景社区、海逸社区、灯湖社区、东二社区、石𬒔社区、叠南社区、叠北社区、平东社区、平南社区、平西社区、平北社区、平胜社区、夏东社区、夏南一社区、夏南二社区、夏北社区、中区社区、东区社区、北区社区、林岳社区、𧒽岗社区和夏西村。

## 经济

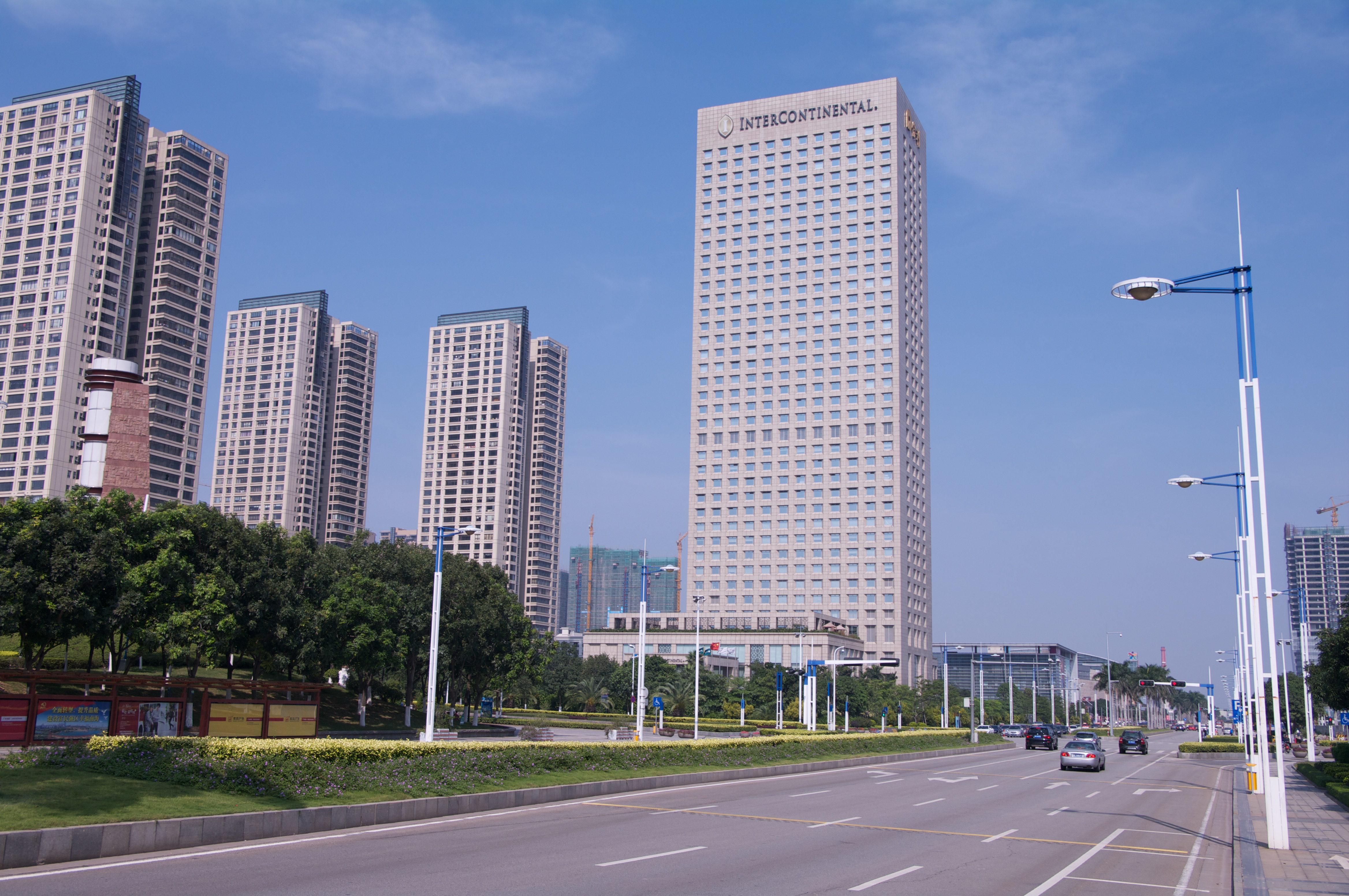
位于金融高新区A区的佛山保利洲际酒店，是南海区第一家五星级酒店。

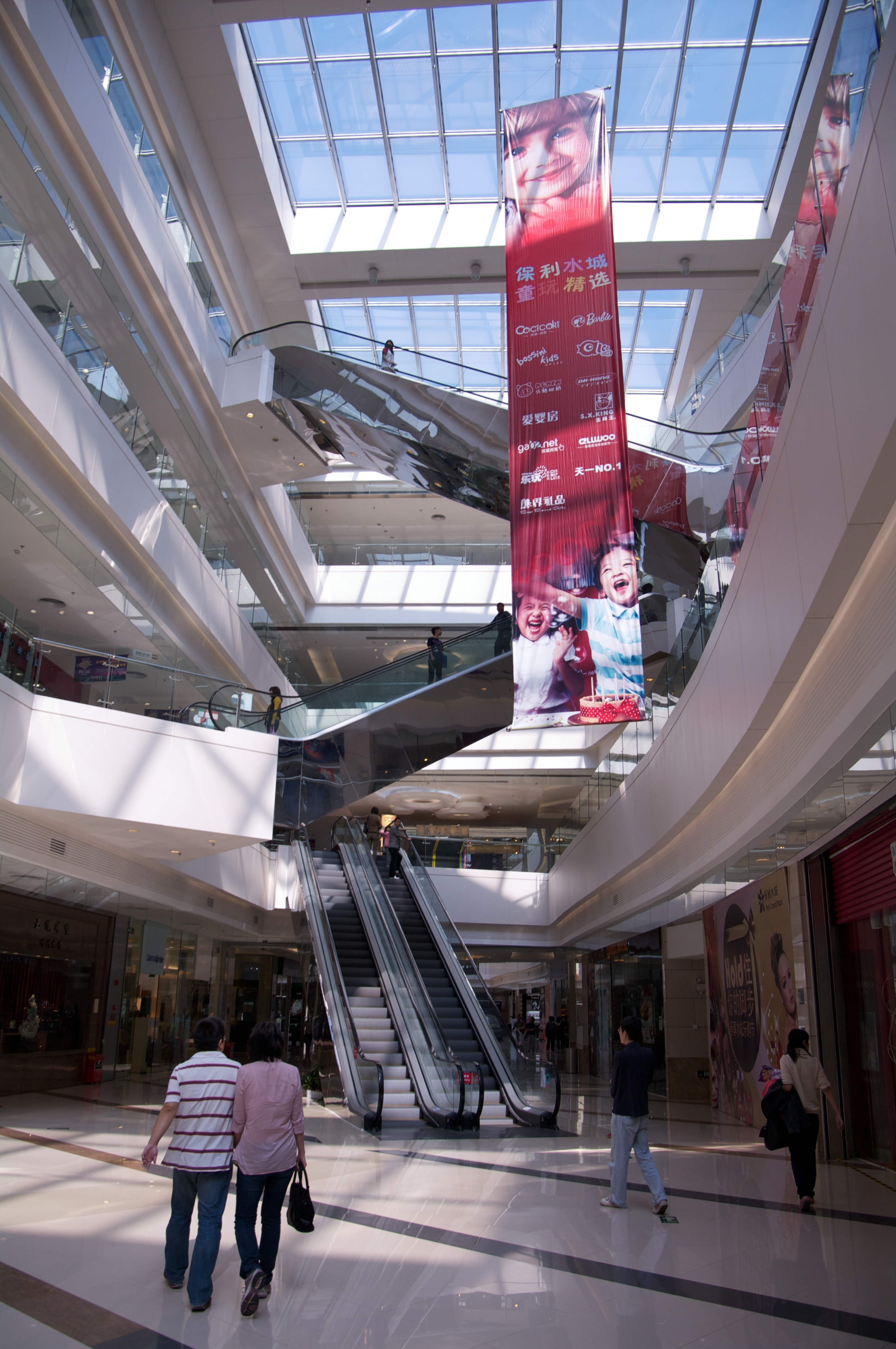
保利水城是桂城街道占地规模最大的购物中心

和众多珠三角城镇一样，改革开放初期的桂城以制造业为支柱行业，包括红木家具加工、五金加工、制鞋、制衣、玩具加工等都有一定的影响力。同时，作为南海区的政府驻地，政府经济也是桂城的一个重要经济支柱。
2006年，在桂城、平洲、三山三镇整合后，桂城作为一个整体成为广佛一体化中间的重要通道，逐渐开始将发展重心转移到以金融业与物流业为主的第三产业上。之后的几年里，桂城以“打造最佳人居城市、打造佛山城市中心组团商业核心、打造都市型工业、打造现代物流园区”为口号，第三产业占比已占到70%以上。

### 金融
广东金融高新技术服务区(简称金融高新区)于2007年7月由广东省政府授牌成立，是广东建设金融强省战略七大基础性平台之首。目前，高新区内已引进了大量金融服务机构，包括中国人保南方信息中心、友邦保险亚太后援及培训中心、新鸿基金融集团、广发银行信息及运营中心、渣打银行佛山分行、招商银行佛山分行、光大银行佛山分行、富士通等。
汇丰银行佛山支行与恒生银行佛山支行亦位于桂城街道，此外，作为南海区政府驻地，桂城街道自然也是众多银行区级分支机构的聚集地。

### 商业
辖区内有数个大规模的购物中心，包括保利水城、城市广场、凯德广场、南海广场、太港城、大润发、家天下广场、顺联国际奥特莱斯等。这些购物中心通常会引入大型超市吸引固定消费者，如沃尔玛、吉之岛、卜蜂莲花、百佳、麦德龙等。
美食也是南番顺地区人民的重要话题之一，辖区内食肆甚多，成规模的有紫金城、南海一品广场、平洲美食广场等，均吸引到不少来自广佛各地的市民。而国际连锁餐饮则大多集中于上述购物中心，如星巴克、麦当劳等
华南汽车城是佛山乃至珠三角地区规模最大的汽车交易市场之一。
平洲玉器街是广东省最大的玉器交易市场。

### 工业
在退二进三的大环境下，桂城近年来工业产值占比逐渐下降，具有一定知名度的企业包括金威啤酒、福田汽车、昭信集团、广东电缆、南方包装等，平西、林岳等地有规模较为庞大的制鞋业，但并无突出个案。

### 物流
东部片区有成熟的物流业。中南保税仓位于三山大道，此外还有国美电器广州仓库等。

### 文化产业
原创动力位于平洲板块，制作喜羊羊与灰太狼等动画片。

## 人居

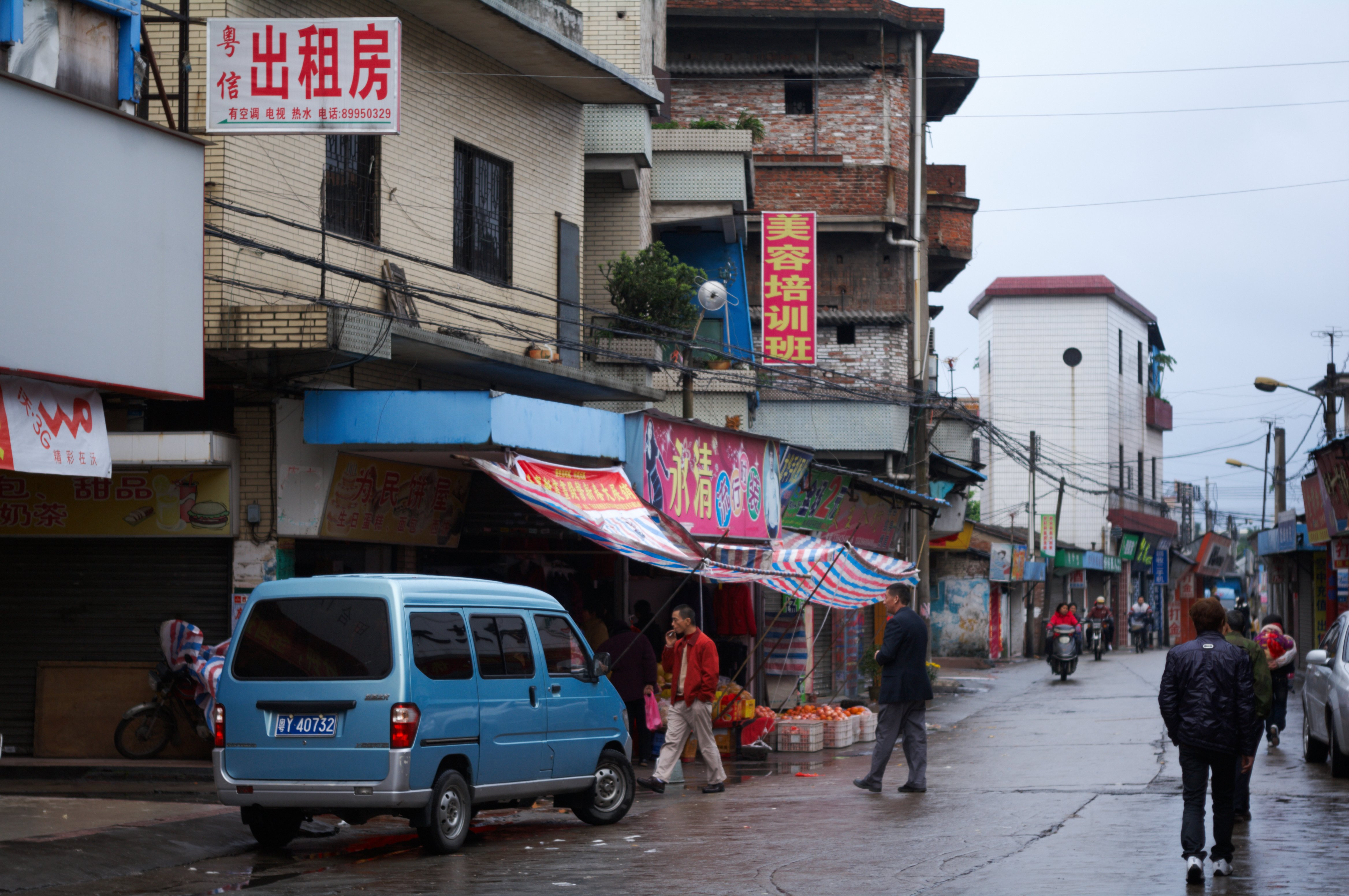
位于平西居委的一个城中村

历史上桂城地区是省城近郊的一片自然分布的村镇，80年代后，西部片区（合并前的桂城）和中部片区（平洲板块）逐渐城市化或城中村化，而东部片区（三山）的居住环境仍普遍呈现自然村落结构。2013年8月，茶基村被评为第二批中国传统村落。
第三产业的快速发展与房地产的兴旺相辅相成，桂城街道是佛山市商品房市场最具指标意义的地区之一，销售额居全市之首。万科、保利地产、中海地产、招商地产、丰树地产、九龙仓、越秀地产等国内外地产巨头皆有在桂城进行大面积的住宅开发。
但极具对比的是，平洲与三山板块仍有大量欠开发的混乱地区，违章建筑与无证经营随处可见，卫生状况亦不尽人意。城乡矛盾的突出时有激化，引发如三山征地纠纷、夏西村选举风波等经济乃至政治事件。

## 交通

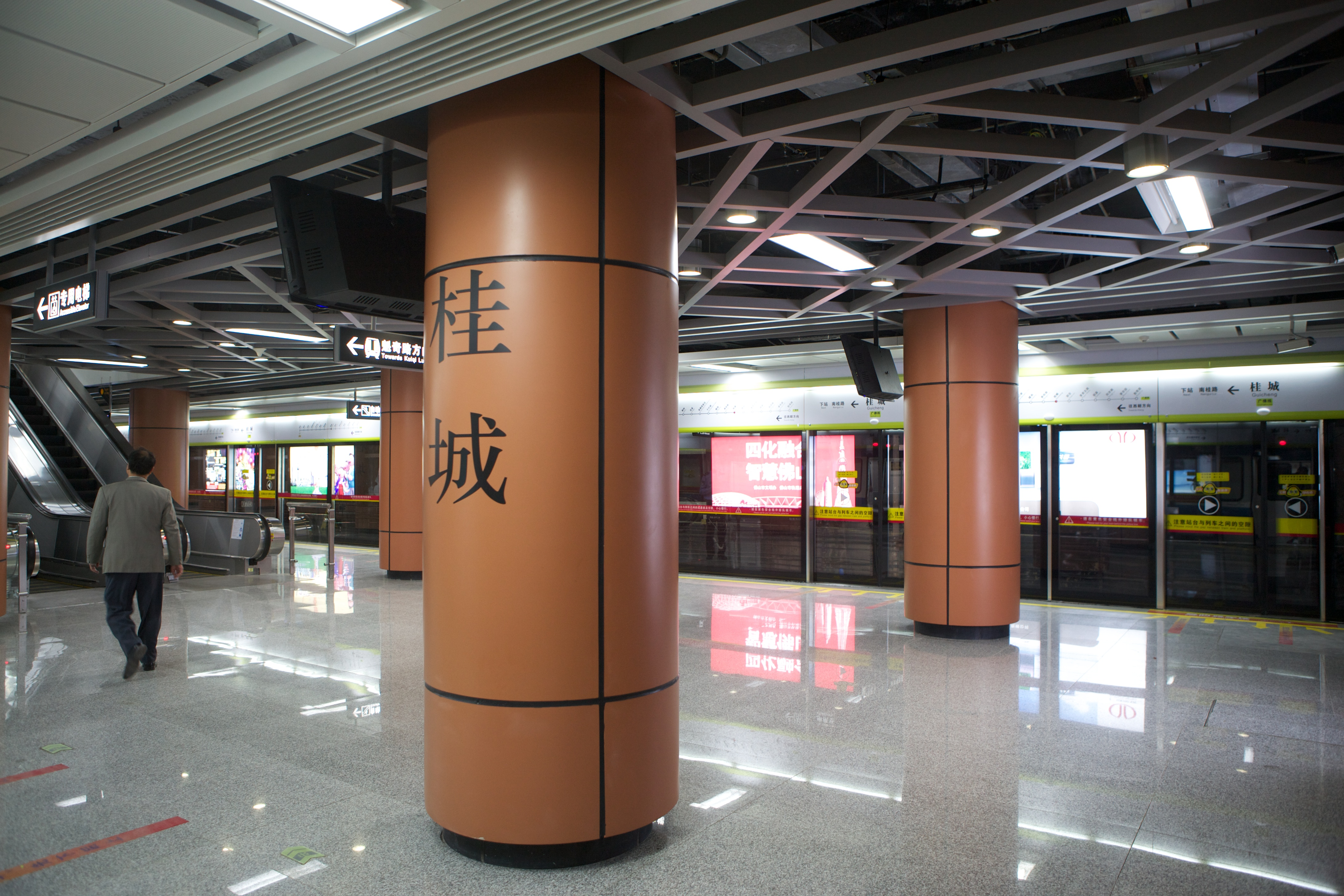
广佛地铁桂城站

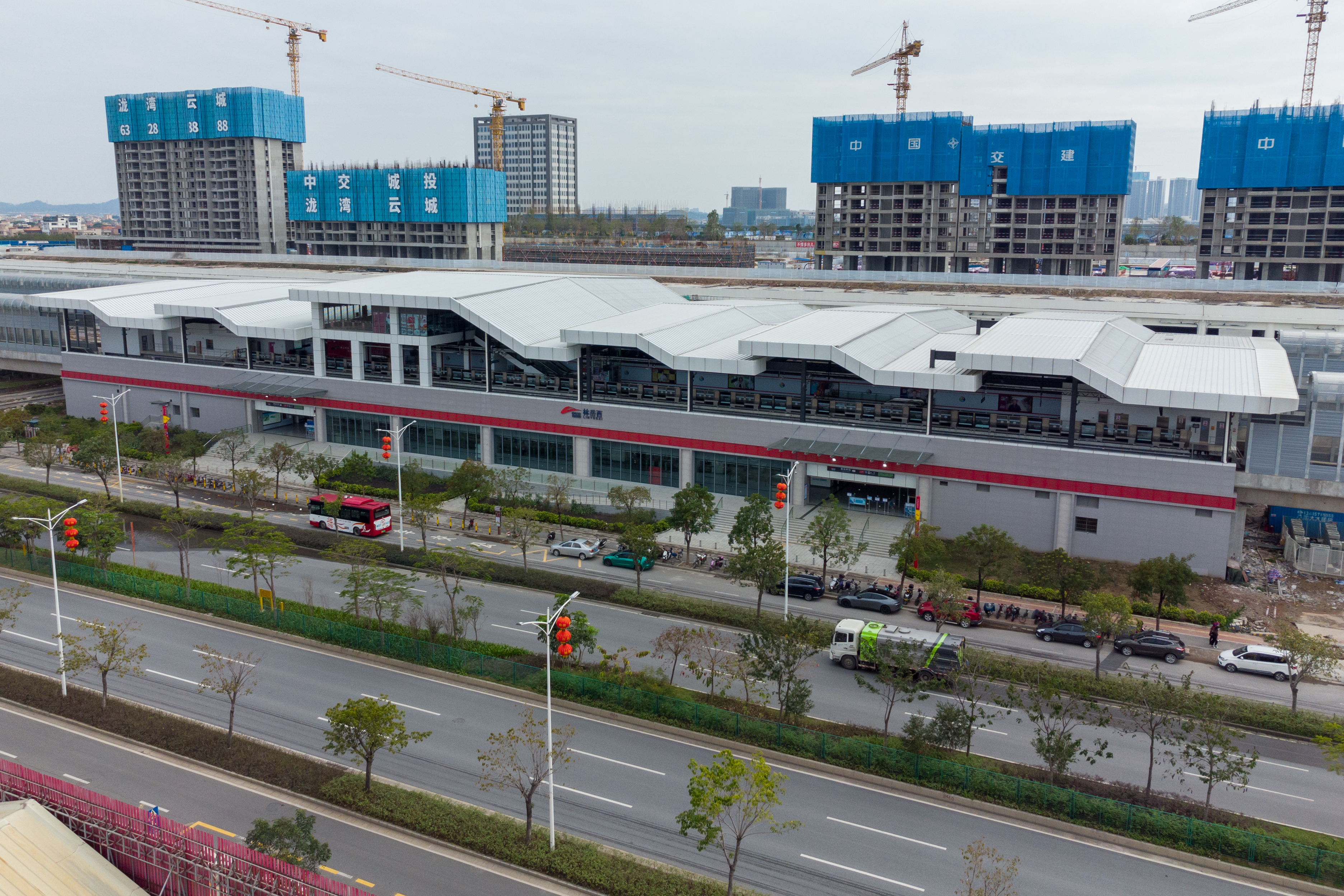
佛山地铁2号线林岳西站

桂城拥有完善的交通体系，城区主干道已逐渐实现快速化，其中，海八路金融隧道是佛山市最长与最宽的公路隧道。佛山一环高速公路、广珠西线皆经过其辖区内，使桂城充分融入珠三角高速公路系统。现时，从桂城驱车前往广州南站只需要5至30分钟左右，去广州白云机场的时间也在1小时以内。

### 公交
桂城是佛广公交和桂城巴士的总部所在地。同时，作为连接广州和佛山市区的咽喉，广州第三巴士、广州电车公司、大沥巴士、禅城巴士、顺德巴士皆有在区域内进行运营服务。随着一体化的推进，这些不同公司的巴士线路均实现了通勤化，他们可以使用同一张公交卡(包括本地的广佛通、广州的羊城通和广东岭南通等)进行结算，并可以享受各自区域内部的优惠价格。
南海汽车站位于桂城辖区内，除了作为一个公交枢纽外，还可搭乘长途汽车前往广东、广西、湖南、湖北、福建等省份的各个城市。

### 轨道交通
2010年开通的广佛地铁有五个车站在桂城辖区内。分别是桂城站、南桂路站、𧒽崗站、千灯湖站与金融高新区站。
2021年12月28日开通的佛山地铁2号线一期，同样有两个站设在桂城街道，分别是林岳西站和林岳东站。
2024年8月23日开通的佛山地铁3号线后通段（中山公园站至联和站区间除外），也有三个站设在桂城街道，分别是桂城站、西约站和叠滘站。
佛山地铁的规划方案中，6号线亦经过桂城街道。
同时，采用100%低地台轻轨方案的南海新交通系统（现名为“南海有轨电车1号线”）于2014年1月动工，首通段（𧒽岗至三山新城北）于2021年8月18日开通，后通段（三山新城北至林岳东）亦在2022年11月29日开通。

### 公共自行车

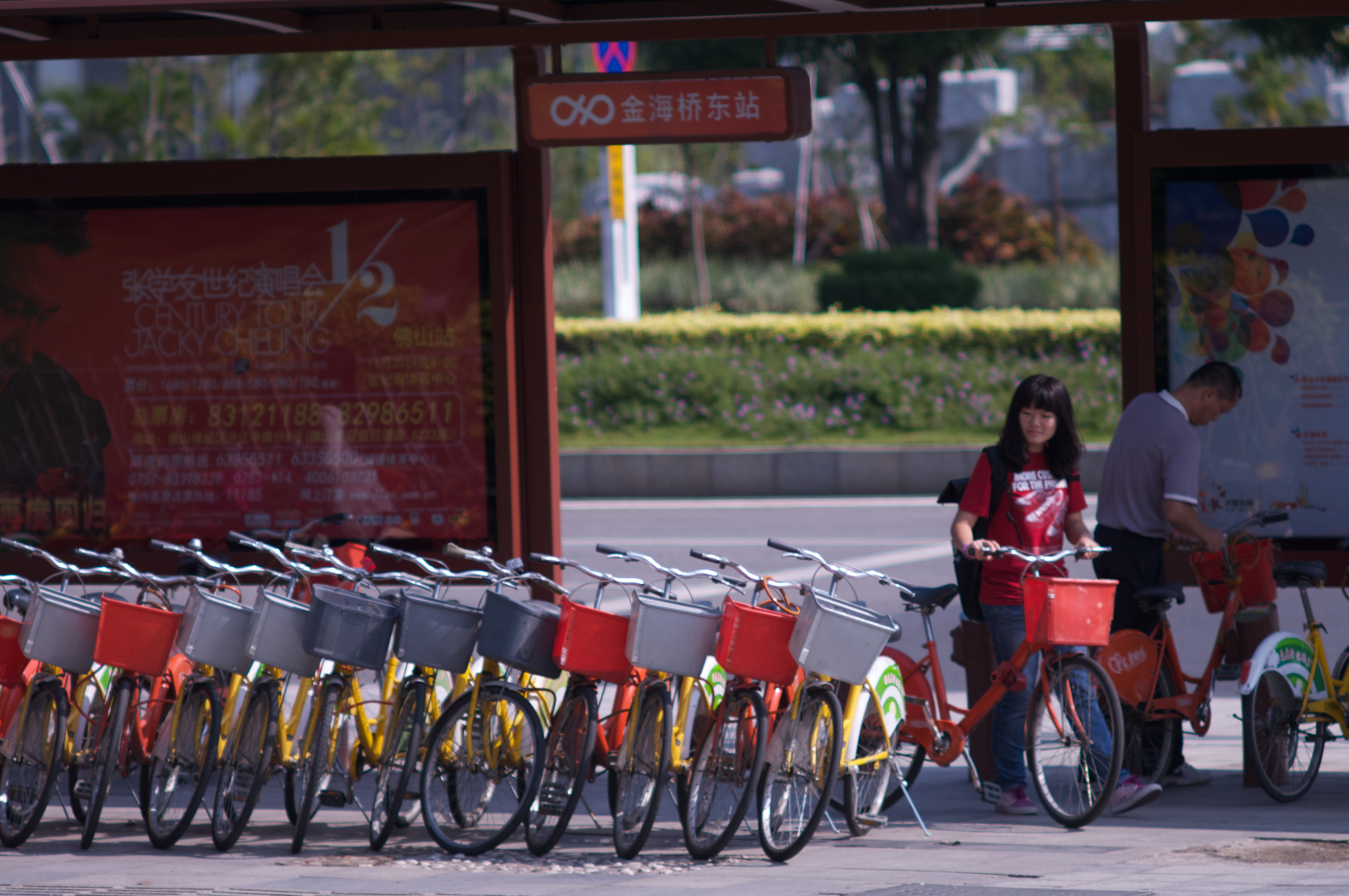
桂城公共自行车金海桥东站，黄色的禅城公共自行车和橙色的桂城公共自行车互相兼容，可以停靠在同一个车站内。

桂城公共自行车系统亦在2010年启用，是佛山市最早的公共自行车系统。现在桂城公共自行车系统已经跟后来开通的各个区域系统——包括禅城、大沥、佛山新城的公共自行车系统进行并网。
目前，桂城公共自行车系统共设置102个租赁点、锁墩2400个、5000辆自行车，受到了广泛欢迎，已经成为全国使用率最高的自行车系统。

### 出租车
在桂城运营的出租车，除了佛山出租外，还有禅桂新出租（只能在市区范围上客）与桂城出租（只能在桂城街道上客）两种。后两种的价格比第一种便宜一元，只需6元起步，而公里价则都为2.6元。

### 航运
位于桂城东部的三山港属国家一类对外口岸，是佛山市吞吐量最大和航道最深的港口。
平洲至三山之间曾有轮渡服务，南海港曾经有往返香港中港客運碼頭的快船，随着跨河公路交通的建设，现时桂城街道已没有常态化的轮渡服务。